# 미야자키 히데타카
미야자키 히데타카(일본어: 宮崎英高, 1974년 1월 1일 ~)는 일본의 비디오 게임 감독, 디자이너, 작가, 프롬 소프트웨어의 사장이다. 미야자키 히데타카는 원래 《아머드 코어》 시리즈의 게임 디자이너로 2004년에 회사에 합류했으며 나중에 소울 시리즈를 만든 것으로 더 유명해졌다. 미야자키 히데타카가 작업한 다른 유명한 게임에는 《블러드본》, 《세키로: 섀도즈 다이 트와이스》 및 《엘든 링》이 있다.

## 어린 시절
미야자키 히데타카는 1975년 일본 시즈오카 시에 살면서 매우 가난했고 꿈도 야망도 없었다. 그럼에도 불구하고 그는 독서량이 많았지만 그의 부모님은 책을 살 여유가 없었기에 도서관에서 책을 대출했어야 했으며 당시 그는 자신의 읽기 능력을 뛰어넘는 책을 읽었다. 자신의 읽기 능력을 뛰어넘는 책을 읽을 때 이해가 안 가는 부분을 그는 첨부된 삽화를 사용하여 그의 상상력을 통해 빈칸을 채웠고 이것을 비디오 게임 디자인에 사용했다.
미야자키는 대학을 갈 때까지 집에서 비디오 게임을 하는 것 이 제한되었고 그래서 주로 보드 게임을 즐겼다.

## 경력
게이오 대학에서 사회 과학 학위를 받은 후 미야자키는 미국 오라클에서 계정 관리 일을 했다. 친구의 추천으로 미야자키는 2001년 비디오 게임 Ico를 시작하여 게임 디자이너로의 이직을 고려하였다. 29세의 나이였던 미야자키는 자신을 고용할 게임 회사가 거의 없다는 걸 꺠닫고 그를 받아준 회사인 프롬 소프트웨어의 아머드 코어:라스트 레이븐의 게임 플래너로 게임 개발 중간에 합류했다. 미야자키는 나중에 직접 아머드 코어 시리즈를 감독했다.
나중에 개발중인 데몬즈 소울에 대해 알게 된 미야자키는 당시 판타지 액션 롤플레잉 게임에 관심이 있어 도와주겠다고 제안했다. 하지만 데몬즈 소울의 개발은 난항을 겪고 있었고 회사에서는 실패로 생각하고 있었다. 데몬즈 소울은 2009년 도쿄 게임 쇼에서 부정적인 평가를 받았지만 출시 당시에는 예상보다 많은 양이 팔렸고 일본 이외의 지역에서 타이틀 출시할 의사가 있었다. 2011년 데몬즈 소울의 정식적 후속작인 다크 소울의 출시와 성공 이후 미야자키는 2014년 5월 회사 사장으로 승진했다.
2012년 8월 다크소울의 Prepare to Die 에디션의 출시 후 소니는 새 타이틀에의 협력 개발을 위해 접근했다.
2015년 블러드본이 출시된 후 미야자키는 오카노 이사무, 다니무라 유이의 도움으로 다크 소울 3의 감독으로 돌아왔다. 다크 소울 3의 출시 후 미야자키는 더 이상의 소울 시리즈 개발을 중단할 의사를 밝혔다. 그의 다음 프로젝트는 액션 어드벤쳐 게임 《세키로: 섀도즈 다이 트와이스》이다.
현재 미야자키는 액션 롤플레잉 게임 엘든 링의 감독을 할 예정이다.

## 대표작
| 년도 | 제목                         | 역할          |
| ---- | ---------------------------- | ------------- |
| 2005 | 아머드 코어 : 라스트 레이븐  | 플래너        |
| 2006 | 아머드 코어 : 4              | 감독          |
| 2008 | 아머드 코어 : 포 앤서        | 감독          |
| 2009 | 데몬즈 소울                  | 감독          |
| 2011 | 다크 소울                    | 감독          |
| 2014 | 다크 소울 2                  | 감독,프로듀서 |
| 2015 | 블러드 본                    | 감독          |
| 2016 | 다크 소울 3                  | 감독          |
| 2018 | 데라시네                     | 감독          |
| 2019 | 세키로: 섀도즈 다이 트와이스 | 감독          |
| 2022 | 엘든 링                      | 감독          |